# Vorrós (Héraklion)
Vorrós (grec moderne : Βορρός) est une localité située dans le dème de Gortyne, district régional d'Héraklion, periphérie de Crète, en Grèce.
Selon le recensement de 2011, elle compte douze habitants.